# 潘景寅
潘景寅（1929年1月—1971年9月13日）河北唐山迁安县人，中国人民解放军空军第三十四师副政治委员，曾为中共中央首脑要员的专机驾驶员，后因在九一三事件中参与飞机驾驶任务身亡。

## 生平
潘景寅自小母亲去世，14岁给地主放牛。1946年6月，后来改编成四野的部队路过，他“把牛鞭子一扔，跟着部队走了”。50年代由陆军选入空军学飞行，是航校第七期飞行学员。30岁时经介绍与正在北大护校上学的孙祥凝结婚。婚后有一子潘鹏、两女潘鸶和潘鹭。3个孩子都由父親自起名，名字意思都是會飛的鳥。
潘景寅后来升至副师职。1967年7月，毛泽东在七二零事件中，因武汉事态紧急离开而在其人生中最后一次坐飞机，就是潘景寅驾驶的。由于他多次圆满完成宋庆龄的专机任务，有时宋出行时就指名要他担任机长。
1970年代初，巴基斯坦国内发生水灾，中国政府向巴基斯坦提供无息贷款，巴基斯坦总统叶海亚·汗将三架巴基斯坦购买自英国的三叉戟飞机作为实物还贷交给中国。1970年夏，飞机从巴基斯坦进口，由潘景寅带队以民航身份将飞机带回。后来，他又带领新组建的空地勤人员，在广州白云机场同巴基斯坦人员一起进行该批飞机的技术交接和改装与训练。不久，他的职务改为专机师副政委。因为中央规定毛泽东不再坐飞机，所以一号专机就给了副主席林彪，由潘景寅任机长。
1971年9月12日，孙祥凝和女儿给他包饺子。瓜馅舍不得给孩子吃，孙祥凝专留给潘景寅，所以拌了两种馅。当时孙祥凝接到急电通知潘景寅有任务，潘景寅提着装有牙具、毛巾和拖鞋的旅行袋就出了门，临走说了句“今晚可能回来”。当时场站政委的家属来串门，后来追查的时候她当了证人，说潘景寅临走确实没说什么。当晚19点40分，潘驾驶二五六号三叉戟从西郊机场起飞，20点20分降落在海军的山海关机场。他坐在机场调度室裡，抽了几支烟。9月13日零时，林彪、叶群、林立果、刘沛丰等人乘红旗轿车急速由北戴河驶往山海关机场。零时32分林彪等人所乘飞机强行起飞，潘景寅驾驶。飞机曾在山海关上空划出了一个“大问号”。
接到苏联安德罗波夫的指令，全权负责林案现场调查的第一当事人，后来的苏联情报九局局长给出了专机飞出国境后的的飞行路线：飞机飞抵苏、蒙边境，距苏联赤塔50公里处，几乎是180度向南折回。它的油料不仅足够飞到赤塔，而且飞抵伊尔库茨克和乌兰巴托都没有问题。雷达从飞机一起飞，就捕捉到目标，而且全程跟踪。北京政府只将苏联拣剩下殉难者尸体就地掩埋，而最重要的黑匣子至今没有向苏联（现俄罗斯）索取。

## 身后
9月13日后，空军照旧给潘景寅发工资。10月4日，潘妻孙祥凝接到西郊机场政治部的电话，要找她谈话，说潘“可能犯了点错误”，还说“家人要正确对待，积极配合”。10月5日，孙祥凝照常去海淀医院上班，医院开始给她办“学习班”，即隔离审查，让其作为反革命家属揭发潘景寅，子女三人送回南口姥姥家。孙祥凝在海淀医院的学习班关押两年半后逃脱回家，再次被捕后转移到海淀公安局关押，直到1973年，孙祥凝才知道潘已去世。孙祥凝前后被关押共4年，释放后又在南口娘家待业四年，直到1978年9月15日，才得以重回海淀医院上班，先安排在北下关门诊部，因为没有食堂，工资外食入不敷出，在她强烈要求下调回海淀医院，被安排在挂号室。
孙祥凝获释后给所有坐过潘景寅专机的中央领导人写申诉信，但长时间没有组织或领导为潘景寅做结论。直到1980年11月15日，邓小平在接见美国《基督教科学箴言报》总编辑厄尔·费尔谈到“九一三”事件时说：“据我个人判断，飞行员是个好人，因为有同样一架飞机带了大量党和国家的机密材料准备飞到苏联去，就是这架飞机的飞行员发现问题后，经过斗争，飞机被迫降，但这个飞行员被打死了。”孙祥凝看到《人民日报》相关报道后，和女儿潘鹭上访一年，要求组织给潘景寅平反。
1981年12月23日，在中央组织部接待站的帮助下，中国人民解放军总政治部做出了潘景寅是“在蒙古温都尔汗飞机坠毁死亡”的结论，这种结论在空军通称为“随机正常死亡”，潘景寅及其家属得以洗刷罪名。专机师政治处确定“按师职或十三级以上干部病故抚恤标准抚恤”，北京海淀区民政局据此发给潘的家属应有的抚恤金。西郊机场专门成立一个班子处理潘景寅相关事务，为潘家落实政策时，孙祥凝提出三条，一是大女儿潘鸶是残疾，安排工作，减轻负担；二是二女儿潘鹭在南口上班，调回城里工作；三是抄家时东西丢了，要折价赔偿。对此西郊机场基本满足，补发了潘景寅多年工资，孩子的生活费，还分配了一套在西郊机场的房子，但孙祥凝因害怕再看到军装和听到飞机声，拒绝了房子。
2004年8月2日，孙祥凝去世。子女三人北京南口山上为父母建造了合墓，葬有孙祥凝骨灰和潘景寅生前用过的一支钢笔，以及在温都尔汗坠机现场捡回的一小块熔化的飞机铝片。